# Dany Deslongchamps
Dany Deslongchamps, né en 1960 à Sept-Îles, est un coureur cycliste canadien. Il fut l'un des meilleurs amateurs québécois de sa génération.

## Biographie
Dany Deslonchamps commence le cyclisme en 1974 au club Vélo du Nord de Baie-Comeau, alors qu'il est âgé de quatorze ans. Deux ans plus tard, il se classe deuxième du championnat du Québec dans la catégorie cadets (moins de 17 ans). Il devient également triple champion du Canada juniors en 1979, dans le contre-la-montre individuel, le contre-la-montre par équipes et le critérium,. 
En 1980, il fait partie des cyclistes canadiens retenus pour disputer les prochains Jeux olympiques, qui ont lieu à Moscou. Mais son rêve olympique est brisé par le boycott de son pays, qui ne participe pas à cette édition. Malgré cette déception, il continue sa carrière au Québec, où il s'illustre dans des courses locales. Il arrive ensuite en Europe en 1982 pour rejoindre le CA Civray, un club français basé dans la Vienne. Bon rouleur, rapide au sprint, il se distingue dans le calendrier amateur français en remportant le Circuit boussaquin. Il obtient également divers accessits, comme une troisième place sur Bordeaux-Saintes en 1983. Sa progression est cependant entravée au printemps 1984 par un diagnostic d'une polyarthrite rhumatoïde. Il met un terme prématuré à sa saison. 
Il reprend le vélo en 1985 au Canada, sans être passé professionnel. Au mois d'août, il est sélectionné pour le contre-la-montre par équipes des championnats du monde en Italie. L'équipe du Canada prend la dix-septième place, à plus de huit minutes des vainqueurs soviétiques. L'année suivante, il termine cinquième du contre-la-montre par équipes des Jeux du Commonwealth, avec plusieurs de ses compatriotes. Il met finalement un terme à sa carrière au début des années 1990, avec une centaine de victoires à son actif. 
En 2005, il est intronisé au Temple de la renommée du cyclisme québécois.

## Palmarès
- 1979
  -  Champion du Canada du contre-la-montre juniors
  -  Champion du Canada du contre-la-montre par équipes juniors
  -  Champion du Canada du critérium juniors
- 1980
  - Mardis cyclistes de Lachine
- 1981
  - Mardis cyclistes de Lachine
- 1982
  - Circuit boussaquin
  - 2e de Paris-Connerré
- 1983
  - 2e de Limoges-Saint-Léonard-Limoges
  - 3e de Bordeaux-Saintes